# Hudba mého srdce
Hudba mého srdce (v anglickém originále Music of the Heart) je americký dramatický film z roku 1999. Režisérem filmu je Wes Craven. Hlavní role ve filmu ztvárnili Meryl Streep, Aidan Quinn, Angela Bassettová, Gloria Estefan a Jane Leeves.

## Ocenění
Film byl nominován na dva Oscary, Zlatý glóbus, cenu SAG Award a cenu Grammy.

## Obsazení
| Meryl Streep      | Roberta Guaspari        |
| Aidan Quinn       | Brian Turner            |
| Angela Bassettová | Janet Williams          |
| Gloria Estefan    | Isabel Vasquez          |
| Jane Leeves       | Dorothea von Haeften    |
| Kieran Culkin     | Alexi Tzavaras          |
| Jay O. Sanders    | Dan Paxton              |
| Cloris Leachman   | Assunta Vitali Guaspari |